# Hartzova koncepce
Hartzova koncepce, také Hartzova reforma, je označení pro doporučení jak reformovat trh práce v Německu – zefektivnit politiku trhu práce v Německu a reformovat státní služby zaměstnanosti, předložená v srpnu 2002 Komisí pro moderní služby na trhu práce vedenou dr. Peterem Hartzem, manažerem koncernu Volkswagen. Její jednotlivé části byly realizovány ve čtyřech fázích – reformních krocích (legislativních balíčcích), označovaných jako Hartz I až Hartz IV:
- Hartz I a II (první a druhý zákon o moderních službách na trhu práce z 23. prosince 2002) vstoupily v platnost 1. ledna 2003 – týkající se reformy trhu práce neimplementovaly návrhy Hartzovy komise jedna ku jedné,[1]
- Hartz III (třetí zákon o moderních službách na trhu práce z 23. prosince 2003) platí od 1. ledna 2004 – týkající se, jako Hartz IV, restrukturalizace Spolkového úřadu práce a sloučení nezaměstnanosti a sociální podpory,[1]
- Hartz IV (čtvrtý zákon o moderních službách na trhu práce z 24. prosince 2003) platí od 1. ledna 2005.

Spolková republika Německo po třicet let poskytovala miliardové podpory výrazně převyšující evropský průměr nezaměstnaným, jejichž počet přesto stále v Německu po třicet let nezadržitelně rostl. I z důvodu, že se pro některé z nich různé dávky nahrazující mzdu staly značnou alternativou ke mzdě. Porušoval se tzv. princip rovnováhy – platit vždy více za práci než za nepráci. Reformy Hartz IV schválené německým Spolkovým sněmem a Spolkovou radou v roce 2005 vedly k bolestivému snížení dávek v nezaměstnanosti, které se dodnes (únor 2021) setkává s odporem odborů a sociálních svazů.

## Pozadí
V lednu 2002 vyústilo v obvinění Spolkového kontrolního úřadu (německy Bundesrechnungshof; BRH) informovaní předními i bulvárními německými médii o skandálu, který se týkal manipulací se statistikami o zprostředkovávání zaměstnání (umístění), které do té doby zůstávaly nepovšimnuty a které zaznamenal kontrolor úřadu práce Porýní-Falc-Sársko Erwin Bixler již před rokem 1998 a které sahaly až do 80. let 20. století. Asi třetina umístění byla nesrozumitelná a částečně fiktivní. Některé zdroje uváděly až 70 % „falešných umístění“ – „nabídek práce“, které měly statistiku pozitivně ovlivnit. Kritizován byl také počet administrativních pracovníků (85 000) a zprostředkovatelů (přibližně 15 000). Spolkový kontrolní úřad si tím vysloužil obvinění z manipulace v tisku i na veřejnosti.
Hartzova koncepce měla obnovit struktury tehdejšího Spolkového úřadu práce a během čtyř let snížit počet nezaměstnaných ze čtyř milionů na polovinu. Opatření neprobíhala zcela samostatně, ale v rámci cílů tzv. Agendy 2010. Pro lepší implementaci v legislativním procesu byla opatření rozdělena do jednotlivých zákonů k reformě trhu práce se zkrácenými názvy Hartz I, Hartz II, Hartz III a Hartz IV; jednotlivé zákony vstoupily v platnost postupně v letech 2003 až 2005. Ke změnám zákonů došlo od roku 2006 (Podpora v nezaměstnanosti II).
Německý systém sociálního pojištění byl státem zaveden v 80. letech 19. století, když se tehdejší říšský kancléř Otto von Bismarck snažil vzít vítr z plachet sílícímu dělnickému hnutí sociálními ústupky a zákazy – tzv. socialistickými zákony z roku 1878 (zákazem tehdejší sociálnědemokratické strany). V roce 1883 bylo zavedeno zdravotní pojištění, o rok později úrazové pojištění a v roce 1889 invalidní pojištění (dělnické důchodové pojištění). Princip byl poměrně jednoduchý – zaměstnanci a podniky jsou ze zákona do fondu povinni odvádět určitou částku a potřební pak dostávají například v případě nemoci nezbytnou zdravotní podporu nebo v případě nezaměstnanosti podporu v nezaměstnanosti. V tomto systému není nic uloženo – příjmy jsou na běžné výdaje použity okamžitě. Po mnoho desetiletí tento tzv. princip solidarity měl fungovat víceméně dobře. Do potíží se tento systém měl stále více dostávat zejména od 80. a 90. let 20. století a to v důsledku zásadního společenského vývoje, kdy se věkové rozložení obyvatelstva (tzv. věková pyramida) stále více posouvalo ve prospěch starších lidí, kteří již nepracovali a důsledkem toho se stále více zvyšují výdaje penzijních pojišťoven.

## Klíčový bod: Hartz IV – Podpora v nezaměstnanosti II
Klíčový, nejdrastičtější a v Německu nejznámější bod je Hartz IV – „čtvrtý zákon o moderních službách na trhu práce“, který sloučil německý systém dávek v nezaměstnanosti pro dlouhodobě nezaměstnané (Arbeitslosenhilfe, podporu v nezaměstnanosti) a sociální dávky (Sozialhilfe, sociální pomoc) do Podpory v nezaměstnanosti II (ALG II) a nastavil na nejnižší z obou dávek. Nová úprava byla schválena vládou i opozicí ve Spolkovém sněmu 16. prosince 2003 a Spolkovou radou 9. července 2004. V platnost vstoupila 1. ledna 2005. Od té doby se o ní vedou ostré spory (únor 2021).

### Důsledky
Hartzovými reformami se prohloubila nezaměstnanost. Ta se od té doby pojí s obavou ze zchudnutí. Důvodem jsou předpisy o přiměřenosti dávek Podpory v nezaměstnanosti II, které umožňují přijmout práci i pod úrovní kvalifikace. Praxí agentur práce je upřednostňovat zprostředkování zaměstnání (drobná ad hoc opatření) před úplnou kvalifikací. Každoročně zahájilo další vzdělávání s cílem získat odbornou kvalifikaci (odborné vzdělání) z přibližně 1,3 milionu nekvalifikovaných nezaměstnaných pouze necelých 50 000 (3,85 %). Mezi lety 2010 až 2015 klesl počet příjemců Hartz IV o 9 % a výdaje na další vzdělávání této skupiny se snížily o 26 %, což odborníci označují za krátkozraké a odkazují na studie poukazující na to, že úplná kvalifikace pravděpodobnost získání zaměstnání zvyšuje o pětinu.
V souvislosti s Hartzovými reformami v roce 2004 došlo v Německu k nárůstů agenturního zaměstnávání. V roce 2014 bylo na německém pracovním trhu více než 800 000 agenturních zaměstnanců – asi 3 % z celkového počtu zaměstnanců v Německu. Německá konfederace odborových svazů (Deutscher Gewerkschaftsbund; DGB) u této formy zaměstnávání uplatňuje zásadu „stejnou mzdu za stejnou práci jako pro kmenové zaměstnance“ (equal pay and equal treatment, rovné odměňování a rovné zacházení).
V srpnu 2022 stanice Deutschlandfunk uvedla, že za posledních 16 let (od roku 2006) míra nezaměstnanosti v Německu klesla o více než polovinu. V názoru na to, do jaké míry přispěly Hartzovy reformy, se však odborníci rozcházejí. Reformám se nepodařilo zlepšit kvalitu zaměstnanosti. Stále více lidí pracuje na částečný úvazek nebo mají tzv. Minijob (minizaměstnání, minipráci). A téměř každý pátý zaměstnanec v Německu (téměř 20 %), přestože pracuje na plný úvazek, tak vydělává jen velmi nízkou měsíční mzdu.

## Původ názvu a jeho kulturní přijetí
Název se odvozuje od jména manažera koncernu Volkswagen Petera Hartze, který v roce 2002 vedl komisi, která vypracovala návrhy právních předpisů pro německý trh práce.
Ačkoli oficiální název je Podpora v nezaměstnanosti II, tak se základní bezpečnostní dávka (Grundsicherungsleistung) pro zaměstnatelné příjemce dávek často zkracuje na Hartz IV. Společnost pro německý jazyk (Gesellschaft für deutsche Sprache; GfdS) zvolila tento termín v roce 2004 slovem roku.
Hartz IV se běžně používá jako adjektivum ve vztahu k nižší třídě a prekariátu, například ve výrazech jako „televize Hartz IV“ (Hartz-IV-Fernsehen) pro „televizi nižší třídy“ (Unterschichtenfernsehen) nebo „prostředí Hartz IV“ (Hartz-IV-Milieu), a inspiroval také německé sloveso „hartzen“ pro „čerpání sociálních dávek“.